# Ці сільські хлопці
Ці сільські хлопці (англ. Those Country Kids) — американська короткометражна кінокомедія Роско Арбакла 1914 року.

## У ролях
- Роско ’Товстун’ Арбакл — Фатті
- Мейбл Норманд — Мейбл
- Аль Ст. Джон — містер Редді
- Френк Опперман — батько Мейбл
- Еліс Девенпорт — мама Мейбл
- Джозеф Свікард — дід
- Френк Хеєс — міністр
- Біллі Гілберт — чоловік, вагон якого викрали
- Чарлі Чейз — поліцейський
- Фріц Шод — поліцейський